# Leiobunum marmoratum
Leiobunum marmoratum is een hooiwagen uit de familie Sclerosomatidae.